# Andrés Balanta
Andrés Felipe Balanta Cifuentes (Cali, 18 gennaio 2000 – San Miguel de Tucumán, 29 novembre 2022) è stato un calciatore colombiano, di ruolo difensore.

## Biografia

### Morte
È morto il 29 novembre 2022 durante un allenamento con la squadra di Tucumán, nel corso del quale è collassato a causa di un arresto cardiaco.

## Caratteristiche tecniche
Era un difensore centrale.

## Carriera

### Club
Cresciuto nel settore giovanile del Deportivo Cali, ha esordito in prima squadra il 7 maggio 2018 disputando l'incontro di campionato pareggiato 0-0 contro il Deportivo Pasto.
Nel giugno 2022 è stato acquistato dall'Atl. Tucumán in prestito con diritto di riscatto, su richiesta del tecnico Lucas Pusineri.

## Statistiche

### Presenze e reti nei club
| Stagione        | Squadra         | Campionato      | Campionato | Campionato | Coppe nazionali | Coppe nazionali | Coppe nazionali | Coppe continentali | Coppe continentali | Coppe continentali | Altre coppe | Altre coppe | Altre coppe | Totale | Totale | Totale |
| Stagione        | Squadra         | Comp            | Pres       | Reti       | Comp            | Pres            | Reti            | Comp               | Pres               | Reti               | Comp        | Pres        | Reti        | Pres   | Reti   |        |
| --------------- | --------------- | --------------- | ---------- | ---------- | --------------- | --------------- | --------------- | ------------------ | ------------------ | ------------------ | ----------- | ----------- | ----------- | ------ | ------ | ------ |
| 2018            | Deportivo Cali  | A               | 11         | 0          | CC              | 1               | 0               | CS                 | 3                  | 0                  |             | -           | -           | 15     | 0      |        |
| Totale carriera | Totale carriera | Totale carriera | 11         | 0          |                 | 1               | 0               |                    | 3                  | 0                  |             | -           | -           | 15     | 0      |        |

### Cronologia presenze e reti in nazionale
| Cronologia completa delle presenze e delle reti in nazionale ― Colombia under 20 | Cronologia completa delle presenze e delle reti in nazionale ― Colombia under 20 | Cronologia completa delle presenze e delle reti in nazionale ― Colombia under 20 | Cronologia completa delle presenze e delle reti in nazionale ― Colombia under 20 | Cronologia completa delle presenze e delle reti in nazionale ― Colombia under 20 | Cronologia completa delle presenze e delle reti in nazionale ― Colombia under 20 | Cronologia completa delle presenze e delle reti in nazionale ― Colombia under 20 | Cronologia completa delle presenze e delle reti in nazionale ― Colombia under 20 |
| Data                                                                             | Città                                                                            | In casa                                                                          | Risultato                                                                        | Ospiti                                                                           | Competizione                                                                     | Reti                                                                             | Note                                                                             |
| -------------------------------------------------------------------------------- | -------------------------------------------------------------------------------- | -------------------------------------------------------------------------------- | -------------------------------------------------------------------------------- | -------------------------------------------------------------------------------- | -------------------------------------------------------------------------------- | -------------------------------------------------------------------------------- | -------------------------------------------------------------------------------- |
| 19-1-2019                                                                        | Rancagua                                                                         | Colombia under 20                                                                | 0 – 0                                                                            | Brasile under 20                                                                 | Sudamericano Sub-20 2019 - 1º turno                                              | -                                                                                | 36’                                                                              |
| 21-1-2019                                                                        | Rancagua                                                                         | Colombia under 20                                                                | 1 – 0                                                                            | Bolivia under 20                                                                 | Sudamericano Sub-20 2019 - 1º turno                                              | -                                                                                |                                                                                  |
| 29-1-2019                                                                        | Rancagua                                                                         | Brasile under 20                                                                 | 0 – 0                                                                            | Colombia under 20                                                                | Sudamericano Sub-20 2019 - 2º turno                                              | -                                                                                |                                                                                  |
| 4-2-2019                                                                         | Rancagua                                                                         | Ecuador under 20                                                                 | 1 – 0                                                                            | Colombia under 20                                                                | Sudamericano Sub-20 2019 - 2º turno                                              | -                                                                                |                                                                                  |
| 8-2-2019                                                                         | Rancagua                                                                         | Venezuela under 20                                                               | 0 – 2                                                                            | Colombia under 20                                                                | Sudamericano Sub-20 2019 - 2º turno                                              | -                                                                                |                                                                                  |
| 10-2-2019                                                                        | Rancagua                                                                         | Colombia under 20                                                                | 0 – 0                                                                            | Uruguay under 20                                                                 | Sudamericano Sub-20 2019 - 2º turno                                              | -                                                                                |                                                                                  |
| 23-5-2019                                                                        | Łódź                                                                             | Polonia under 20                                                                 | 0 – 2                                                                            | Colombia under 20                                                                | Mondiali Under-20 2019 - 1º turno                                                | -                                                                                |                                                                                  |
| 26-5-2019                                                                        | Lublino                                                                          | Senegal under 20                                                                 | 2 – 0                                                                            | Colombia under 20                                                                | Mondiali Under-20 2019 - 1º turno                                                | -                                                                                |                                                                                  |
| 29-5-2019                                                                        | Lublino                                                                          | Colombia under 20                                                                | 6 – 0                                                                            | Tahiti under 20                                                                  | Mondiali Under-20 2019 - 1º turno                                                | -                                                                                |                                                                                  |
| 2-6-2019                                                                         | Łódź                                                                             | Colombia under 20                                                                | 1 – 1 dts (6 – 5 dtr)                                                            | Nuova Zelanda under 20                                                           | Mondiali Under-20 2019 - Ottavi di finale                                        | -                                                                                |                                                                                  |
| 7-6-2019                                                                         | Łódź                                                                             | Colombia under 20                                                                | 0 – 1                                                                            | Ucraina under 20                                                                 | Mondiali Under-20 2019 - Quarti di finale                                        | -                                                                                | 27’                                                                              |
| Totale                                                                           |                                                                                  | Presenze                                                                         | 11                                                                               |                                                                                  | Reti                                                                             | 0                                                                                |                                                                                  |